# Mission de Saint-Jean
Le Mission de Saint-Jean-sur-Richelieu est une équipe de hockey sur glace ayant évolué dans la Ligue de hockey semi-professionnel / senior majeur du Québec de 2002 à 2004.

## Historique
L'équipe fut créée en 2002 après le déménagement du Mission de Joliette et s'établit à Saint-Jean-sur-Richelieu pour les saisons 2002-03 et 2003-04 avant d'être re-localisée pour devenir le Mission de Sorel-Tracy.

### Autres noms
Durant l'histoire de la franchise, celle-ci porta différents noms, soit :
- Blizzard de Saint-Gabriel de 1996 à 1998.
- Blizzard de Joliette de 1998 à 2000.
- Mission de Joliette de 2000 à 2002.
- Mission de Saint-Jean de 2002 à 2004.
- Mission de Sorel-Tracy de 2004 à aujourd'hui.

### Saisons en LNAH
Note: PJ : parties jouées, V : victoires, D : défaites, N : matchs nuls, DP : défaite en prolongation, DF : défaite en fusillade, Pts : Points, BP : buts pour, BC : buts contre, Pun : minutes de pénalité
| Saison  | PJ | V  | D  | N | DP | Pts | Classement               | Séries éliminatoires                                        |
| ------- | -- | -- | -- | - | -- | --- | ------------------------ | ----------------------------------------------------------- |
| 2002-03 | 52 | 29 | 19 | 2 | 2  | 62  | 4e place, Division Est   | Défait en demi-finale par les Chiefs de Laval en 5 matchs   |
| 2003-04 | 50 | 30 | 20 | 0 | 0  | 60  | 2e place, Division Ouest | Défait en demi-finale par les Dragons de Verdun en 6 matchs |